# Salland

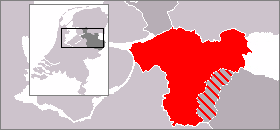
Salland

Salland és una regió a l'oest de la província d'Overijssel. L'activitat econòmica que hi domina és l'agricultura i la ramaderia. S'hi parla el sallands, un dialecte del baix saxó neerlandès. El nom Salland és d'origen franc.